# Роббі Слейтер
Роббі Слейтер (англ. Robbie Slater, нар. 22 листопада 1964, Ормскерк) — австралійський футболіст англійського походження, що грав на позиції півзахисника, зокрема за низку європейських клубних команд та національну збірну Австралії.

## Клубна кар'єра
Народився 1964 року в англійському містечку Ормскерк. У дитячому віці переїхав з родиною до Австралії, де займався футболом.
У дорослому футболі дебютував 1982 року виступами за команду «Сейнт Джордж Сейнтс», в якій провів чотири сезони, взявши участь у 98 матчах чемпіонату. Згодом протягом 1987–1989 років грав за «Сідней Кроейша», після чого перейшов до бельгійського «Андерлехта».
У Бельгії не заграв і наступного 1990 року перейшов до на той час друголігового французького «Ланс», де став стабільним гравцем основного складу, допомігши команді у першому ж сезоні підвищитися у класі до Ліги 1. Наступні три сезони захищав кольори «Ланса» у найвищому французькому дивізіоні.
1994 року перейшов до англійського «Блекберн Роверз», де став співавтором сенсаційної перемоги у Прем'єр-лізі сезону 1994/95. Протягом наступних трьох сезонів встиг пограти за «Вест Гем Юнайтед», «Саутгемптон» та друголіговий «Вулвергемптон Вондерерз».
1998 року повернувся на батьківщину, де завершував ігрову кар'єру у складі «Нозерн Спірітс».

## Виступи за збірну
1990 року дебютував в офіційних матчах у складі національної збірної Австралії.
У складі збірної ставав фіналістом Кубка конфедерацій 1997 року. Загалом протягом кар'єри в національній команді, яка тривала 8 років, провів у її формі 44 матчі, забивши 6 голів.

## Титули і досягнення

### Командні
- Чемпіон Англії (1):

«Блекберн Роверз»: 1994–1995

### Особисті
- Найкращий футболіст Океанії (2):

1991, 1993